# Eszmehán szultána
Eszmahán oszmán szultána (Manisa, 1544. – 1585) I. Szulejmán oszmán szultán és Hürrem szultána unokája II. Szelim oszmán szultán és Nurbanu szultána leányaként.

## Élete és házassága
1544-ben született, Manisában. Ikertestvére volt Sah szultána és Gevherhán szultána. Nagynénje volt III. Mehmed oszmán szultánnak.
Őt, Sahot, Gevherhan szultánát, és unokatestvéreit, Musztafa herceg lányát, Mihrisah szultánát és Mihrumah szultánát, aki Bayazid herceg lánya volt, 1562-ben férjhez adták.
A férje Szokoli Mehmed pasa volt.
Miután Szulejmán 1566-ban meghalt, apjával és anyjával Isztambulba ment, hogy átvegyék a hatalmat.

## Gyermekei
- Sultanzade Ibrahim bey ( 1565-1621) – Sokkoluval
- Gülruh szultána ( 1570-?) – Sokkoluval
- Sultanzade Mahmud ( 1585)

Az utolsó gyermekszülés után Eszmehán életét vesztette, 1585-ben.